# うをとも
うをとも（1974年〈昭和49年〉9月25日 - ）は、日本のピン芸人・俳優。山口県出身（出生は東京都）。大阪NSC女性タレントコース4期生。芸名は最初に勤めていた勤務先の同僚から呼ばれていたあだ名をそのまま使用。「うおとも」でなく「うをとも」なのはSEOのため。

## 人物
- 広告デザイナーをしていたが、自身と同じ年齢であるサンドウィッチマンがM-1グランプリで優勝する姿に触発され、NSC入学を決意する。
- とんねるずのみなさんのおかげでしたのO.A.直後に、自身の動画がYouTubeにUPされ、動画が削除されるまでのわずか4日間で168,000回以上再生される。
- 一人っ子である。
- 2014年3月、自身の都合により大阪を離れる事になったとTwitterで公表、時折後輩・同期のツイキャスにゲスト出演していた。
- 2018年4月、同期ツイキャス内でよしもとクリエイティブ・エージェンシー、芸人を引退したことを報告。
- 2019年11月23日、ENBUゼミナールスタジオ発表会にて『皮』作・演出／鎌田順也（ナカゴー）に石井さん（ぬりかべ）役で出演。（魚友名義）
- 2019年11月23日、ENBUゼミナールスタジオ発表会にて『一生東京寝ないハニー』作・演出／川尻恵太（SUGARBOY）にありす役で出演。
- 2020年2月14・15・16日、下北沢 小劇場 B1にてENBUゼミナール2019年度演劇・俳優コース卒業公演『少年期の脳みそ』作・演出／玉田真也　に出演。以降役者の活動を開始する。

## 芸風
- コアリズムのインストラクターに扮し、自虐ネタを披露する。
- B級カラオケビデオの再現ネタ。
- 上記以外にも個性的なコント中心の芸風。

## 賞レース等の戦歴
- R-1ぐらんぷり2013 3回戦進出
- とんねるずのみなさんのおかげでした博士と助手〜細かすぎて伝わらないモノマネ選手権〜　ファイナリスト
- とんねるずのみなさんのおかげでした超豪華!男気&モノマネ年末特大2時間半スペシャル　ファイナリスト

## 出演

### テレビ
- せやねん!（毎日放送）2009年2月14日O.A.
- ものまねグランプリザ・サバイバル（日本テレビ系）2009年9月21日O.A.
- エンタの神様（日本テレビ系）2010年2月10日O.A. キャッチコピーは「35歳の妄想」
- とんねるずのみなさんのおかげでした博士と助手〜細かすぎて伝わらないモノマネ選手権〜（フジテレビ系）2010年9月23日O.A.
- メイドインカンサイ（関西テレビ）2010年11月22日O.A.
- とんねるずのみなさんのおかげでした爆笑!とんねるずサンタを泊めよう!オールスター紅白細かすぎて伝わらないモノマネ2時間30分SP（フジテレビ系）2010年12月23日O.A.
- 1億人の大質問!?笑ってコラえて!（日本テレビ系）2011年2月9日O.A.
- とんねるずのみなさんのおかげでした（フジテレビ系）2011年3月17日O.A.
- メイドインカンサイ（関西テレビ）2011年3月29日O.A.
- どっキング48（関西テレビ）2011年12月6日O.A.
- 痛快!明石家電視台（毎日放送）2013年2月11日,2月18日O.A.
- とんねるずのみなさんのおかげでした超豪華!男気&モノマネ年末特大2時間半スペシャル（フジテレビ系）2013年12月26日O.A.
- 千鳥・友近のR-1ぐらんぷり応援宣言〜小料理屋　おひとり様〜（関西テレビ）2013年12月30日O.A.
- とんねるずのみなさんのおかげでした〜細かすぎて伝わらないモノマネ選手権19（フジテレビ系）2014年1月14日O.A.
- コサキン・天海の超発掘!ものまねバラエティー マネもの（フジテレビ系）2014年9月27日O.A.
- コサキン・天海の超発掘!ものまねバラエティー マネもの（フジテレビ系）2015年3月26日O.A.
- コサキン・天海の超発掘!ものまねバラエティー マネもの（フジテレビ系）2015年10月9日O.A.
- エキストラ、あさイチ（NHK総合）2016年5月23日O.A.
- エキストラ、天海祐希・石田ゆり子のスナックあけぼの橋（フジテレビ系）2016年9月29日O.A.

### ドラマ
- 正義の天秤 第1話 (NHK総合、2021年9月)
- オクトー 〜感情捜査官 心野朱梨〜 第4話 (読売テレビ・日本テレビ、2022年7月)
- 大病院占拠 第1話 (日テレ、2023年1月)
- バツイチがモテるなんて聞いてません 第3-4話 (MBS・テレビ神奈川・チバテレ・とちテレ・テレ玉・群馬テレビ、2023年3月)
- ラストマン －全盲の捜査官－ 第4話 (TBS、2023年5月)
- ペンディングトレイン 第9話 (TBS、2023年6月)
- インターホンが鳴るとき 第3話 (テレビ大阪・テレ東、2023年10月)
- 約束 〜16年目の真実〜 第1-2-4話 (読売テレビ・日本テレビ、2024年4月)
- 奪われた僕たち 第1話 (MBS・LaLa TV、2024年4月)
- 街並み照らすヤツら 第3話 (日テレ、2024年5月)

### インターネット
- うをラヂヲ（ニコニコ動画）
- がっき～のざわざわパラダイス・・・！！（ニコニコ動画）
- もみちゃんねる（ニコニコ動画）
- ニコニコbase(仮)（ニコニコ動画）2010年8月10日O.A.
- つぼみのニコニコランド!（ニコニコ動画）2012年3月23日O.A.
- もっと！アニメ座パラダイス…！！〜いきますか？だがそれでいい！〜（ニコニコ動画）2012年5月9日O.A.
- bimiune（USTREAM）2012年5月14日O.A.

### 雑誌
- 月刊Rod and Reel（株式会社地球丸）2001年5月号

### 劇場・ライブ・舞台
- 吉本NSC道場 - ウェイバックマシン（2011年3月15日アーカイブ分）
- 5upよしもと
- 芸人フリマライブ(早稲田クローバースタジオ)-2021年～

### 映画
- 831（放送芸術学院卒業制作ショートムービー。We Are BAC/OAS 第7回映像大賞グランプリ作品。）2012年2月10日放映
- “ルーティン“(ROUTINE) 宮原拓也 監督作品 2020年
  - 2020年-吉祥寺ムービーングピック、金賞
  - 2020年-渋谷TANPEN祭、監督賞、脚本賞、助演俳優賞
  - 2021年-SAITAMAなんとか映画祭、俳優賞
  - 2021年-池袋みらい国際映画祭、地域審査員賞、特別審査委員賞
  - 2021年-ぴあフィルムフェスティバル PFFアワード2021、入選
  - 2021年-下北沢映画祭、入選、小田急電鉄賞
  - 2021年-第24回小津安二郎記念蓼科高原映画祭、入選
- “宿題“ 山本理紗 監督作品 2021年
  - 2021年-京都国際映画祭 クリエイターズファクトリー、ノミネート

## 所属していたユニット
- ざわざわエンジェル（2012 - 2013年）、ちゅーちゅー（2012年）　共に「がっき〜のざわざわパラダイス・・・！！」出演の女芸人で組まれたユニット。